# 魔法禁書目錄
- 關於原作改編動畫，請見「魔法禁書目錄 (動畫)」。
- 關於衍生外傳漫畫《科學超電磁砲》，請見「科學超電磁砲」。
- 關於第二部外傳漫畫《科學一方通行》，請見「科學一方通行」。

《魔法禁書目錄》是于2004年4月由鎌池和馬所執筆、灰村清孝负责繪製插画的輕小說及其衍生系列，日文原版由電擊文庫母公司KADOKAWA出版。
本作改编漫画由近木野中哉于2007年5月在《月刊少年GANGAN》开始连载，史克威尔艾尼克斯出版。外傳方面，《科学超电磁砲》于2007年2月开始在月刊Comic电击大王连载、第二部支线故事《科學一方通行》于2013年12月开始在月刊Comic电击大王连载、另有《科学超电磁砲》支線故事《科學超電磁砲外傳 幽幻姊妹》和搞笑四格漫画《偶像一方通行大人》。2019年8月27日，第三部支线故事《某科学的未元物质》开始连载。2021年7月27日，第四部支线故事《某科学的心理掌握》于Comic Newtype开始连载，由乃木康仁绘制。並有與此作相關的對應手机和PSP平台的遊戲若干。

## 概述
到2021年5月为止，电击文库（KADOKAWA）已经发行了57巻（正編54巻＋短篇3巻）。另外，漫画版从史克威尔艾尼克斯的《月刊少年GANGAN》2007年5月号开始连载，截至2020年6月发行了24本单行本和2本指南正在发售。
作品名称来源于历史上的《禁书目录》，该作品可以略稱為「某」（日语：とある）、「禁書目錄」、「禁書」、「Index」等。《魔法禁書目錄》及其衍生作品可以被稱為「某系列」（日语：とあるシリーズ）。

### 故事
上条当麻是学园都市的一名高中生。在这座位于东京都西部的封闭都市中，学生占到了总人口的八成，「超能力开发」被列为绝大多数学生的必修课，在Level 0到Level 5的等级排名上相互竞争。不幸地，上条当麻被评定为无能力者；但他的右手有着能将一切异能消除的不明力量，他本人称其为「幻想杀手」。似乎是连同神的祝福一同抹杀的关系，他每天都过着不幸的生活。
暑假的一天，在宿舍的阳台上，上条当麻遇见了一位挂在陽台栏杆上的修女。她自称「禁书目录」，脑海中装有十万三千册「魔道书」，正在从不为人所知的「魔法」世界逃亡。就这样，上条一脚踏进了魔法与科学的纷争。

## 创作相关
本作是镰池和马的出道处女作，亦是他的成名作。故事发生在一个科学和魔法交织的世界里， 一位有着不寻常能力的年轻高中生上条当麻在学园都市遇到了一名英国修女茵蒂克丝后展开的一系列事件。科学侧融合了科幻和奇幻元素，利用超能力、超先进科技、机械和武器等技术；魔法侧则融合了神秘学，利用圣经、神话传说、魔法、炼金术等技术。
鎌池和馬曾以小说《薛定谔之城》（日语：シュレディンガーの街）在第九回電擊小說大獎第三次選拔中落選，當時擔任編輯的三木一馬卻注意到了他，在這之後的一年對於作品進行試做，並查找在構思和寫作方面的問題。在這之中出現了一本是修女的少女和擁有神奇的手臂的少年的故事為基礎創作的作品。可以看作是本作的源頭。
其最早时魔禁的名字是《最后的回忆》（日语：ラストメモリー）。而初始的構想是，“只要消費MP什麼都可以做到的RPG”，並且，對在歷史上實際存在的魔法師和儀式抱有疑問的鎌池和馬有興致的在搜索引擎上進行了調查。。之後，首先設計出茵蒂克絲，然後以這個女孩為軸圍繞著上條和魔法做文章。為了與之形成對比，一個稱做學園都市的舞台形成了。這使得作品的世界觀變得宏大，使得各種各樣的要素變得更多更豐滿。。

### 构成
該作品使用第三人稱的上帝視角來進行描寫，但基本上是主人公一人為主體的角度而進行敘述的，且根據故事的發展而可能視角會發生程度不同的變化。
每一卷都有象徵內部所講的故事的關鍵字和主題。而不同的卷讀者讀起來的感觸會有不同。另外，鐮池和馬為了探索自己的小說手法和技術，在每卷中都設定了實驗性的課題，來進行寫作。
作为整个作品的一个大段落，第7卷到第11卷前后是“罗马正教”篇，第12卷前后到第22卷是“神之右席”篇。由于“神之右席”篇迎来了重大的转折点，从第22卷的下一卷开始重新排列乱舞，新系列《新约 魔法禁書目錄》经过23卷的发行。2020年将再次重设乱局，追加发行新系列《创约 魔法禁书目录》。

### 文風与特征
以主人公在战斗中突破困难的展开为主，多被评价为少年漫画风格。如鎌池所说的“有复杂问题的魔术师和能力者，主人公从正面打着的故事”，以其不屈的姿势开拓困难的上条的战斗是作品的支柱。另外，在地上的句子和台词内说明作品中设定的场面很多，对每个场景的登场人物的动作落差很大进行了自我评价。另外，与原来的汉字不同读音的特殊注音(主要是片假名)多用于作品中设定的用语和人物这两个名等，这也是其特征之。
登场的角色非常丰富多彩。光是有名字和设计的登场人物就已经超过了100人，被认为是女主角的女性角色也很多。根据镰池所说，这是因为他擅长以新女主角和新角色为轴制作新故事的手法，也说“将所有的女主角都投入到一个系列中，全方位无死角”。另外，初期为了不让读者厌烦，每一卷都更换了作为主轴的女主角，但从第9卷开始慢慢从女主角转变为世界观的主线。
并且，以在设定为主人公的登场人物的周围制作故事的印象为目的。如果将视角对准作品内的所有登场人物，就能以该人物为中心展开故事，是一部任何人都能成为主人公的作品。将作品内的所有登场人物的视点合在一起，就可以以该人物为中心进行故事，无论是谁都可以成为主人公的作品。这就是因为随着故事的发展，被认为是主人公格和准主人公格的主要角色增加了。
另外，有特征的词尾和说话方式的角色非常多，这是作品中的对话文没有一一补充动作，一眼就能辨别谁在说话的措施。。

### 销量和评价
《魔法禁書目錄》是鎌池和馬的處女作兼成名作。自出版舊約第一册以来，已出版50卷和3卷番外篇包括1本短篇集。是累計銷量最高的电击文库輕小說。截止至2014年10月10日發行總數超過1520萬本。加上於之關聯的書籍，包括衍生系列和漫畫在內累計銷量超過2800萬冊。在《這本輕小說真厲害！》上曾被評為第一名。

### 魔禁系列作品
基於該作品世界觀改編的漫畫，包括本傳《魔法禁書目錄》，外傳《科學超電磁砲》、《科學一方通行》、《科學未元物質》、《科學心理掌握》、科學超電磁砲外傳《幽幻姊妹》和四格漫畫《偶像一方通行大人》、《日常茵蒂克絲》，以及與遊戲電腦戰機聯動的 《魔法電腦戰機》。
改编動畫則有《魔法禁書目錄》三期、《科學超電磁砲》三期、《科學一方通行》一期以及《劇場版魔法禁書目錄：恩底彌翁的奇蹟》。此劇場版也曾改編為同名漫畫。

## 歷史
- 2004年4月，文庫版輕小說《魔法禁書目錄》發行。
- 2006年10月，第11卷發售的同時，多媒體企劃「禁書目錄計畫」公佈。SQUARE ENIX的《月刊少年GANGAN》和MediaWorks的《月刊漫畫電擊大王》兩本雜誌同時報導了這項決定。
- 2007年，外傳漫畫《科學超電磁砲》在《電擊大王》2007年4月號上開始連載，同年漫畫《魔法禁書目錄》在《少年GANGAN》2007年5月號上開始連載。
- 2007年6月，在電台節目「電擊大賞」中播放了廣播劇，同年12月發售了該劇的CD。
- 2008年10月到2009年3月，部分日本電視台放送了電視動畫《魔法禁書目錄》。另外，相關的網絡廣播劇《收音機禁書目錄》發布。
- 2009年10月到2010年3月，電視動畫《科學超電磁砲》放送。另外，在動畫放送之前網絡廣播劇《收音機超電磁砲》發布。
- 2010年10月，原作的累積發行數量到達1000萬冊。為電擊文庫創辦以來的首次。
- 2010年11月，在2011年版的《這本輕小說真厲害！》的作品榜單上獲得了第一名。
- 2011年1月27日，PSP遊戲《魔法禁書目錄》發售。
- 2011年3月10日，小說新篇章《新約·魔法禁書目錄》第1卷發行。
- 2011年12月8日，PSP遊戲《科學超電磁砲》發售。
- 2010年10月到2011年4月，電視動畫《魔法禁書目錄II》放送。另外，網絡廣播劇《收音機禁書目錄II》發布。
- 2012年12月14日，移動平台遊戲《魔法禁書目錄 頂點決戰》發布。
- 2013年2月21日，PSP遊戲《魔法與科學的群奏活劇》發售。
- 2013年2月23日，動畫電影《劇場版魔法禁書目錄：恩底彌翁的奇蹟》上映。
- 2012年10月到2013年3月，在電影上映前，網絡廣播劇《劇場版 收音機禁書目錄》發布。
- 2013年3月到12月，比電視動畫播出時間早些，網絡廣播劇《收音機超電磁砲S》先行發布。
- 2013年4月到9月，電視動畫《科學超電磁砲S》放送。[20]
- 2013年9月12日，外傳四格漫畫《日常茵蒂克絲》在《少年GANGAN》2013年10月號和《GANGAN ONLINE》上開始連載。[21]
- 2013年11月，在2014年版的《這本輕小說真厲害！》中獲得了「這本輕小說是十年中排名最好的」榜單中的第一名。
- 2013年12月，漫畫《科學一方通行》在《電擊大王》2014年2月號上開始連載。[22]
- 2015年10月，四格漫畫《偶像一方通行大人》在《電擊大王》2015年12月號上開始連載。[23]
- 2016年5月10日，和《電腦戰機（VIRTUAL-ON）》合作的作品《魔法電腦戰機》發行。[24]
- 2017年3月，《魔法電腦戰機》宣布遊戲化。預計2018年發售。[25]
- 2017年4月，《科學超電磁砲外傳 Astral Buddy》在《電擊大王》2017年6月號開始連載。[26]
- 2018年8月，含外傳等等全系列累計3000萬部突破[27]
- 2018年10月5日-2019年4月5日，電視動畫《魔法禁書目錄Ⅲ》放送
- 2019年7月12日，電視動畫《科學一方通行》放送
- 2019年8月27日，漫畫《科學未元物質》在《月刊Comic電擊大王》2019年8月號開始連載。
- 2020年1月10日，電視動畫《科學超電磁砲T》放送
- 2020年2月7日，小說新篇章《創約·魔法禁書目錄》第1卷發行。
- 2021年7月27日，《科學心理掌握》在《電擊大王》2021年7月號開始連載。
- 2023年3月10日，小說外傳《暗部的同居少女》第1卷發行。

## 世界观与用语
本作的世界观以现实世界为蓝本，但并未说明详细历史时期，大致可以推测故事发生在虚构的近未来。其历史与现实世界有共通点（如前两次世界大战、冷战等；亚雷斯塔更是现实中存在的人物），但也有显著的差异。
学园都市是科学势力的大本营，同时也是本作的主要舞台。位于日本东京西部，居住著230萬人口，其中八成人口是學生，而这些学生大都是超能力开发的实验对象。学园都市具有领先世界20-30年的科技实力，掌握着多种近未来高科技兵器，并公开地培养超能力者；事实上是由统括理事会所主导的、严格封闭的国中之国。
而魔法势力则较为分散，主要由名目繁多的宗教组织和魔法结社构成，也有不属于任何组织的魔法师存在。教会势力中，十字教有三大主要教派：英国清教、罗马正教和俄罗斯正教（分别以英国圣公会、天主教和东正教为原型）；而魔法结社则包括以黄金黎明为源头的黄金系结社、依靠北欧神话理论的「捣蛋鬼」，阿兹特克系的「有翼者的归来」等。魔法势力之间常会出于各自不同的目的互相斗争，魔法师出于个人信念私自行动的现象也广泛存在。
在魔法势力与科学势力之外，尚有两不从属的一般组织与国家，如美国；作品中也出现了许多虚构的政权，除学园都市外，还有「伊莉沙里納獨立國同盟」、「巴格吉城」等。
本作中，除「现实世界」之外，尚存在更高等级的、无法以一般手段探知的其他次元的「位相」；神、魔神、天使、妖精、无法以语言名状的高等级存在，也均在作品中有所提及。

## 小說
日语纸质版由ASCII Media Works出版，日语电子版由BOOK☆WALKER发行；繁體中文紙質版由台灣角川代理發行，繁體中文电子版由BOOK☆WALKER发行；简体中文版由天聞角川代理發行，湖南美術出版社出版。

### 正篇
| 卷數              | ASCII Media Works | ASCII Media Works      | 台灣角川        | 台灣角川                                       | 天聞角川                                 | 天聞角川                                               | 備註                      | 封面人物                                                                |
| 卷數              | 發售日期          | ISBN                   | 發售日期        | ISBN                                           | 發售日期                                 | ISBN                                                   | 備註                      | 封面人物                                                                |
| 魔法禁書目錄      | 魔法禁書目錄      | 魔法禁書目錄           | 魔法禁書目錄    | 魔法禁書目錄                                   | 魔法禁書目錄                             | 魔法禁書目錄                                           | 魔法禁書目錄              | 魔法禁書目錄                                                            |
| ----------------- | ----------------- | ---------------------- | --------------- | ---------------------------------------------- | ---------------------------------------- | ------------------------------------------------------ | ------------------------- | ----------------------------------------------------------------------- |
| 1                 | 2004年4月10日     | ISBN 4-8402-2658-X     | 2007年8月29日   | ISBN 978-986-174-402-5                         | 2012年2月20日                            | ISBN 978-7-5356-5072-6                                 | 舊約開始 禁書目錄篇       | 茵蒂克絲                                                                |
| 2                 | 2004年6月10日     | ISBN 4-8402-2701-2     | 2007年12月1日   | ISBN 978-986-174-526-8                         | 2012年4月5日                             | ISBN 978-7-5356-5180-8                                 | 吸血殺手篇                | 上条當麻&茵蒂克絲                                                       |
| 3                 | 2004年9月10日     | ISBN 4-8402-2785-3     | 2008年4月26日   | ISBN 978-986-174-654-8                         | 2012年5月20日                            | ISBN 978-7-5356-5296-6                                 | 御坂妹妹篇                | 御坂美琴&御坂妹妹                                                       |
| 4                 | 2004年12月10日    | ISBN 4-8402-2858-2     | 2008年7月1日    | ISBN 978-986-174-734-7                         | 2012年6月5日                             | ISBN 978-7-5356-5330-7                                 | 天使墜落篇                | 神裂火織                                                                |
| 5                 | 2005年4月10日     | ISBN 4-8402-3025-0     | 2008年8月27日   | ISBN 978-986-174-789-7                         | 2012年7月20日                            | ISBN 978-7-5356-5417-5                                 | 暑假終日篇                | 一方通行&最后之作                                                       |
| 6                 | 2005年7月10日     | ISBN 4-8402-2973-2     | 2008年12月25日  | ISBN 978-986-174-885-6                         | 2012年9月20日                            | ISBN 978-7-5356-5547-9                                 | 風斬冰華篇                | 茵蒂克絲&風斬冰華                                                       |
| 7                 | 2005年11月10日    | ISBN 4-8402-3205-9     | 2009年2月27日   | ISBN 978-986-237-028-5                         | 2012年10月5日                            | ISBN 978-7-5356-5619-3                                 | 原典法之書篇              | 雅妮絲·桑提斯&奧索拉·阿奎納                                             |
| 8                 | 2006年1月10日     | ISBN 4-8402-3269-5     | 2009年4月15日   | ISBN 978-986-237-062-9                         | 2012年11月5日                            | ISBN 978-7-5356-5658-2                                 | 樹狀圖設計者殘骸篇        | 御坂美琴&白井黑子                                                       |
| 9                 | 2006年4月10日     | ISBN 4-8402-3385-3     | 2009年5月30日   | ISBN 978-986-237-098-8                         | 2012年12月5日                            | ISBN 978-7-5356-5796-1                                 | 大霸星祭篇 （前、後）     | 上条当麻&吹寄制理&土御門元春&御坂美琴&月詠小萌&姬神秋沙&史提爾·馬格努斯 |
| 10                | 2006年5月10日     | ISBN 4-8402-3428-0     | 2009年7月14日   | ISBN 978-986-237-178-7                         | 2013年1月5日                             | ISBN 978-7-5356-5894-4                                 | 大霸星祭篇 （前、後）     | 茵蒂克絲&麗多薇雅·羅倫婕蒂&歐莉安娜·湯森&史提爾·馬格努斯                |
| 11                | 2006年10月10日    | ISBN 4-8402-3581-3     | 2009年10月17日  | ISBN 978-986-237-322-4                         | 2013年2月25日                            | ISBN 978-7-5356-5996-5                                 | 義大利旅遊篇              | 茵蒂克絲&上条当麻                                                       |
| 12                | 2007年1月10日     | ISBN 978-4-8402-3683-6 | 2010年1月28日   | ISBN 978-986-237-465-8                         | 2013年3月20日                            | ISBN 978-7-5356-6074-9                                 | 0930事件篇 （前、後）     | 御坂美琴&上条当麻                                                       |
| 13                | 2007年4月10日     | ISBN 978-4-8402-3801-4 | 2010年7月21日   | ISBN 978-986-237-768-0                         | 2013年5月5日                             | ISBN 978-7-5356-6184-5                                 | 0930事件篇 （前、後）     | 一方通行&茵蒂克絲                                                       |
| 魔法禁書目錄SS    | 2007年7月10日     | ISBN 978-4-8402-3912-7 | 2010年9月1日    | ISBN 978-986-237-785-7                         |                                          |                                                        | 13卷的許多個小故事        |                                                                         |
| 14                | 2007年11月10日    | ISBN 978-4-8402-4062-8 | 2010年10月2日   | ISBN 978-986-237-839-7                         | 2013年9月5日                             | ISBN 978-7-5356-6432-7                                 | C文書爭奪篇               | 五和&上条当麻&土御門元春                                                |
| 15                | 2008年1月10日     | ISBN 978-4-8402-4145-8 | 2010年11月25日  | ISBN 978-986-237-926-4                         | 2014年1月5日                             | ISBN 978-7-5356-6699-4                                 | 暗部混戰篇                | 一方通行                                                                |
| 16                | 2008年6月10日     | ISBN 978-4-04-867086-9 | 2011年1月19日   | ISBN 978-986-287-014-3                         | 待定                                     | 待定                                                   | 天草式十字淒教篇          | 五和&上条当麻&茵蒂克絲&斯芬克斯                                         |
| 魔法禁書目錄SS2   | 2008年11月10日    | ISBN 978-4-04-867342-6 | 2011年2月28日   | ISBN 978-986-287-059-4                         |                                          |                                                        | 敘述故事中的其他事件      |                                                                         |
| 17                | 2009年3月10日     | ISBN 978-4-04-867591-8 | 2011年5月4日    | ISBN 978-986-287-127-0                         |                                          |                                                        | 不列顛萬聖節篇 （前、後） | 茵蒂克絲&神裂火織                                                       |
| 18                | 2009年7月10日     | ISBN 978-4-04-867897-1 | 2011年6月18日   | ISBN 978-986-287-164-5                         | 薇莉安&威廉·奧維爾（後方之水）           |                                                        | 不列顛萬聖節篇 （前、後） |                                                                         |
| 19                | 2009年11月10日    | ISBN 978-4-04-868137-7 | 2011年7月26日   | ISBN 978-986-287-209-3                         | 暗部決戰篇                               | 一方通行&濱面仕上                                      |                           |                                                                         |
| 20                | 2010年3月10日     | ISBN 978-4-04-868393-7 | 2011年8月12日   | ISBN 978-986-287-247-5                         | 第三次世界大戰篇 （前、中、後） 舊約結束 | 上条当麻&蕾莎                                          |                           |                                                                         |
| 21                | 2010年8月10日     | ISBN 978-4-04-868762-1 | 2011年12月3日   | ISBN 978-986-287-497-4                         | 第三次世界大戰篇 （前、中、後） 舊約結束 | 濱面仕上&瀧壺理后&麥野沈利                             |                           |                                                                         |
| 22                | 2010年10月10日    | ISBN 978-4-04-868972-4 | 2012年3月9日    | ISBN 978-986-287-589-6                         | 第三次世界大戰篇 （前、中、後） 舊約結束 | 一方通行&番外個體                                      |                           |                                                                         |
| 新約 魔法禁書目錄 |                   |                        |                 |                                                |                                          |                                                        |                           |                                                                         |
| 1                 | 2011年3月10日     | ISBN 978-4-04-870319-2 | 2012年6月6日    | ISBN 978-986-287-706-7                         |                                          |                                                        | 新約開始 新生襲擊篇       | 芙蕾梅亞·塞維倫&濱面仕上&一方通行                                       |
| 2                 | 2011年8月10日     | ISBN 978-4-04-870738-1 | 2012年7月27日   | ISBN 978-986-287-816-3                         | 魔法理論說明篇                           | 蕾薇妮雅·柏德蔚&茵蒂克絲&斯芬克斯&上条当麻&馬克·史佩斯 |                           |                                                                         |
| 3                 | 2011年12月10日    | ISBN 978-4-04-886240-0 | 2013年1月29日   | ISBN 978-986-287-920-7                         | 美國夏威夷篇                             | 御坂美琴&上条当麻&羅伯特·卡崔                          |                           |                                                                         |
| 4                 | 2012年3月10日     | ISBN 978-4-04-886373-5 | 2013年2月19日   | ISBN 978-986-325-029-6                         | 巴蓋吉城混戰篇                           | 木原病理&木原圓周&木原加群                             |                           |                                                                         |
| 5                 | 2012年10月1日     | ISBN 978-4-04-891604-2 | 2013年11月27日  | ISBN 978-986-325-487-4                         | 一端覽祭篇 （前、後）                    | 上条当麻&索爾                                          |                           |                                                                         |
| 6                 | 2013年1月10日     | ISBN 978-4-04-891253-2 | 2013年12月25日  | ISBN 978-986-325-674-8                         | 一端覽祭篇 （前、後）                    | 一方通行&麥野沈利&垣根帝督                             |                           |                                                                         |
| 7                 | 2013年5月10日     | ISBN 978-4-04-891604-2 | 2014年5月15日   | ISBN 978-986-325-846-9                         | 人力資源計畫篇                           | 食蜂操祈&御坂美琴                                      |                           |                                                                         |
| 8                 | 2013年9月10日     | ISBN 978-4-04-891904-3 | 2014年12月24日  | ISBN 978-986-366-180-1                         | 歐提努斯篇 （前、中、後）                | 茵蒂克絲&斯芬克斯&蕾莎                                 |                           |                                                                         |
| 9                 | 2014年1月10日     | ISBN 978-4-04-866222-2 | 2015年7月16日   | ISBN 978-986-366-598-4                         | 歐提努斯篇 （前、中、後）                | 歐提努斯                                               |                           |                                                                         |
| 10                | 2014年5月10日     | ISBN 978-4-04-866532-2 | 2016年3月11日   | ISBN 978-986-366-993-7                         | 歐提努斯篇 （前、中、後）                | 上条当麻&歐提努斯                                      |                           |                                                                         |
| 11                | 2014年10月10日    | ISBN 978-4-04-866938-2 | 2016年5月16日   | ISBN 978-986-473-090-2                         | 食蜂操祈篇                               | 食蜂操祈&上条当麻                                      |                           |                                                                         |
| 12                | 2015年3月10日     | ISBN 978-4-04-869333-2 | 2016年9月5日    | ISBN 978-986-473-304-0                         | 聖日耳曼篇                               | 茵蒂克絲&斯芬克斯&上条当麻&歐提努斯                    |                           |                                                                         |
| 13                | 2015年7月10日     | ISBN 978-4-04-865244-5 | 2017年2月18日   | ISBN 9789-864-735-11-2                         | 魔神計分者篇                             | 上条当麻&御坂美琴                                      |                           |                                                                         |
| 14                | 2015年11月10日    | ISBN 978-4-04-865507-1 | 2017年6月19日   | ISBN 978-986-473-722-2                         | 柏德蔚姊妹篇                             | 上里翔流&上条当麻                                      |                           |                                                                         |
| 15                | 2016年4月9日      | ISBN 978-4-04-865884-3 | 2017年11月8日   | ISBN 978-986-473-974-5                         | 上里去鳴篇                               | 去鳴&化生院明日香&上条当麻                             |                           |                                                                         |
| 16                | 2016年8月10日     | ISBN 978-4-04-892251-7 | 2018年3月8日    | ISBN 978-957-564-081-1                         | 大熱浪席捲篇                             | 御坂美琴&食蜂操祈&上条当麻                             |                           |                                                                         |
| 17                | 2016年11月10日    | ISBN 978-4-04-892486-3 | 2018年6月25日   | ISBN 978-957-564-234-1                         | 上里翔流回歸篇                           | 烏丸府蘭&上条当麻                                      |                           |                                                                         |
| 18                | 2017年5月10日     | ISBN 978-4-04-892893-9 | 2018年8月23日   | ISBN 978-957-564-349-2                         | 亞雷斯塔起源篇                           | 亞雷斯塔·克勞利                                        |                           |                                                                         |
| 19                | 2017年10月7日     | ISBN 978-4-04-893405-3 | 2018年11月8日   | ISBN 978-957-564-592-2                         | 亞雷斯塔動亂篇                           | 亞雷斯塔·克勞利&上条当麻                               |                           |                                                                         |
| 20                | 2018年6月9日      | ISBN 978-4-04-893871-6 | 2019年5月15日   | ISBN 978-957-564-913-5                         | 科學魔法決戰篇                           | 上条当麻&茵蒂克絲                                      |                           |                                                                         |
| 21                | 2018年10月10日    | ISBN 978-4-04-912025-7 | 2021年4月19日   | ISBN 978-986-524-337-1                         | 克倫佐真相篇                             | 一方通行&逆源質拼圖545                                 |                           |                                                                         |
| 22                | 2019年3月9日      | ISBN 978-4-04-912385-2 | 2021年5月12日   | ISBN 978-986-524-407-1                         | 克倫佐決戰篇                             | 濱面仕上&克倫佐                                        |                           |                                                                         |
| 22 Reverse        | 2019年7月10日     | ISBN 978-4-04-912667-9 | 2023年1月18日   | ISBN 978-626-352-161-2                         | 二元論對立篇 新約結束                    | 茵蒂克絲&御坂美琴&食蜂操祈&上条当麻                    |                           |                                                                         |
| 創約 魔法禁書目錄 |                   |                        |                 |                                                |                                          |                                                        |                           |                                                                         |
| 1                 | 2020年2月7日      | ISBN 978-4-04-912809-3 |                 |                                                |                                          |                                                        | 創約開始 聖誕手銬啟動篇   | 茵蒂克絲&斯芬克斯&御坂美琴&上条当麻                                     |
| 2                 | 2020年7月10日     | ISBN 978-4-04-913321-9 | R&C超自然公司篇 | 食蜂操祈&御坂美琴                              |                                          |                                                        |                           |                                                                         |
| 3                 | 2020年11月10日    | ISBN 978-4-04-913500-8 | 手銬行動混戰篇  | 白井黑子&濱面仕上                              |                                          |                                                        |                           |                                                                         |
| 4                 | 2021年5月8日      | ISBN 978-4-04-913730-9 | 美國洛杉磯篇    | 茵蒂克絲&上条当麻&赫爾卡莉婭·格蘿瑟利          |                                          |                                                        |                           |                                                                         |
| 5                 | 2021年12月10日    | ISBN 978-4-04-914135-1 | 手銬行動後續篇  | 愛麗絲                                         |                                          |                                                        |                           |                                                                         |
| 6                 | 2022年4月8日      | ISBN 978-4-04-914350-8 | 澀谷事件篇      | 上条当麻&波羅尼魅魔                            |                                          |                                                        |                           |                                                                         |
| 7                 | 2022年9月9日      | ISBN 978-4-04-914585-4 | 橋架結社混戰    | 上条当麻&阿拉迪亞&愛麗絲                       |                                          |                                                        |                           |                                                                         |
| 8                 | 2023年5月10日     | ISBN 978-4-04-915010-0 |                 | 上条当麻&安娜·施普倫格爾&阿拉迪亞              |                                          |                                                        |                           |                                                                         |
| 9                 | 2023年12月8日     | ISBN 978-4-04-915384-2 |                 | 上条当麻&亞雷斯塔·克勞利&克里斯蒂安·羅森克魯茲 |                                          |                                                        |                           |                                                                         |
| 10                | 2024年4月10日     | ISBN 978-4-04-915601-0 |                 | 上条当麻&愛麗絲                                |                                          |                                                        |                           |                                                                         |
| 11                | 2024年9月10日     | ISBN 978-4-04-915853-3 |                 | 安娜·金斯福德                                  |                                          |                                                        |                           |                                                                         |
| 12                | 2025年4月10日     | ISBN 978-4-04-916226-4 |                 | 食蜂操祈&御坂美琴&月詠小萌                     |                                          |                                                        |                           |                                                                         |
| 13                | 2025年8月8日      | ISBN 978-4-04-916533-3 |                 | 茵蒂克絲&上条当麻                              |                                          |                                                        |                           |                                                                         |

### 短篇
| 標題                   | ASCII Media Works | ASCII Media Works      | 台灣角川       | 台灣角川               | 備註             |
| 標題                   | 發售日期          | ISBN                   | 發售日期       | ISBN                   | 備註             |
| ---------------------- | ----------------- | ---------------------- | -------------- | ---------------------- | ---------------- |
| 魔法禁書目錄SP         | 2011年8月10日     | ISBN 978-4-04-870775-6 | 2014年10月15日 | ISBN 978-986-366-041-5 | 雜誌刊載短篇集匯 |
| 魔法禁書目錄 外典書庫1 | 2020年6月10日     | ISBN 978-4-04-867342-6 |                |                        | 動畫特典小說集匯 |
| 魔法禁書目錄 外典書庫2 | 2020年8月7日      | ISBN 978-4-04-913202-1 |                |                        | 動畫特典小說集匯 |
| 魔法禁書目錄 外典書庫3 | 2024年12月10日    | ISBN 978-4-04-916055-0 |                |                        | 動畫特典小說集匯 |
| 魔法禁書目錄 外典書庫4 | 2025年2月7日      | ISBN 978-4-04-916225-7 |                |                        | 動畫特典小說集匯 |

## 漫畫版

### 魔法禁書目錄
作畫為近木野中哉，以本傳劇情為主。於《月刊少年GANGAN》2007年5月號開始連載。由SQUARE ENIX發行，而非小說版權商ASCII Media Works。单行本目前已出版29卷。沒有原作第2卷跟第4卷的劇情，第5.5卷及第11.5卷為漫畫指南。
| 集數 | SQUARE ENIX    | SQUARE ENIX                                   | 台灣角川       | 台灣角川               |
| 集數 | 發售日期       | ISBN                                          | 發售日期       | ISBN                   |
| ---- | -------------- | --------------------------------------------- | -------------- | ---------------------- |
| 1    | 2007年11月10日 | ISBN 978-4-7575-2157-5                        | 2011年4月15日  | ISBN 978-986-287-042-6 |
| 2    | 2008年6月10日  | ISBN 978-4-7575-2299-2                        | 2011年4月15日  | ISBN 978-986-287-067-9 |
| 3    | 2008年11月22日 | ISBN 978-4-7575-2427-9                        | 2011年4月15日  | ISBN 978-986-287-093-8 |
| 4    | 2009年3月21日  | ISBN 978-4-7575-2512-2                        | 2011年5月27日  | ISBN 978-986-287-185-0 |
| 5    | 2009年10月27日 | ISBN 978-4-7575-2677-8                        | 2011年6月24日  | ISBN 978-986-287-225-3 |
| 5.5  | 2009年10月27日 | ISBN 978-4-7575-2675-4                        | 2012年3月24日  | ISBN 978-986-287-500-1 |
| 6    | 2010年5月22日  | ISBN 978-4-7575-2870-3                        | 2011年7月23日  | ISBN 978-986-287-263-5 |
| 7    | 2010年11月12日 | ISBN 978-4-7575-3053-9 ISBN 978-4-7575-3047-8 | 2011年9月23日  | ISBN 978-986-287-365-6 |
| 8    | 2011年6月22日  | ISBN 978-4-7575-3223-6                        | 2012年2月2日   | ISBN 978-986-287-532-2 |
| 9    | 2012年1月21日  | ISBN 978-4-7575-3473-5                        | 2012年7月19日  | ISBN 978-986-287-837-8 |
| 10   | 2012年8月22日  | ISBN 978-4-7575-3689-0                        | 2012年12月8日  | ISBN 978-986-325-103-3 |
| 11   | 2013年2月22日  | ISBN 978-4-7575-3875-7                        | 2013年6月19日  | ISBN 978-986-325-454-6 |
| 11.5 | 2013年2月22日  | ISBN 978-4-7575-3871-9                        |                |                        |
| 12   | 2013年8月27日  | ISBN 978-4-7575-4034-7                        | 2014年1月8日   | ISBN 978-986-325-763-9 |
| 13   | 2014年2月22日  | ISBN 978-4-7575-4219-8                        | 2014年8月21日  | ISBN 978-986-366-108-5 |
| 14   | 2014年10月22日 | ISBN 978-4-7575-4440-6                        | 2015年6月17日  | ISBN 978-986-366-574-8 |
| 15   | 2015年4月22日  | ISBN 978-4-7575-4606-6                        | 2016年8月25日  | ISBN 978-986-473-254-8 |
| 16   | 2015年11月21日 | ISBN 978-4-7575-4792-6                        | 2016年12月23日 | ISBN 978-986-473-452-8 |
| 17   | 2016年5月21日  | ISBN 978-4-7575-5002-5                        | 2017年4月26日  | ISBN 978-986-473-642-3 |
| 18   | 2016年11月22日 | ISBN 978-4-7575-5150-3                        | 2017年11月9日  | ISBN 978-986-473-972-1 |
| 19   | 2017年9月22日  | ISBN 978-4-7575-5404-7                        | 2018年8月27日  | ISBN 978-957-564-401-7 |
| 20   | 2018年1月22日  | ISBN 978-4-7575-5583-9                        | 2018年8月27日  | ISBN 978-957-564-402-4 |
| 21   | 2018年9月21日  | ISBN 978-4-7575-5780-2                        | 2019年7月24日  | ISBN 978-9-5774-3126-4 |
| 22   | 2019年3月22日  | ISBN 978-4-7575-6048-2                        | 2019年12月19日 | ISBN 978-9-5774-3424-1 |
| 23   | 2019年11月12日 | ISBN 978-4-7575-6337-7                        | 2020年6月22日  | ISBN 978-9-5774-3802-7 |
| 24   | 2020年6月12日  | ISBN 978-4-7575-6675-0                        | 2020年11月25日 | ISBN 978-9-8652-4089-9 |
| 25   | 2021年2月12日  | ISBN 978-4-7575-7086-3                        | 2021年9月27日  | ISBN 978-6-2632-1985-4 |
| 26   | 2021年10月12日 | ISBN 978-4-7575-7522-6                        | 2022年11月25日 | ISBN 978-6-2632-1984-7 |
| 27   | 2022年5月12日  | ISBN 978-4-7575-7920-0                        | 2022年11月25日 | ISBN 978-6-2632-1985-4 |
| 28   | 2022年12月12日 | ISBN 978-4-7575-8304-7                        |                |                        |
| 29   | 2023年7月12日  | ISBN 978-4-7575-8656-7                        |                |                        |
| 30   | 2024年2月9日   | ISBN 978-4-7575-9046-5                        |                |                        |
| 31   | 2024年11月12日 | ISBN 978-4-7575-9509-5                        |                |                        |
| 32   | 2025年6月12日  | ISBN 978-4-7575-9888-1                        |                |                        |

### 科學超電磁砲
由冬川基作畫、鎌池和馬原作。劇情部分為本篇劇情，大部分為外傳原創。於《月刊Comic電擊大王》2007年4月號開始連載。

### 科學一方通行
該外傳漫畫於《月刊Comic電擊大王》2014年2月（2013年12月27日）起连载到2020年7月27日共63话。日版由ASCII Media Works出版，繁體中文版由台灣角川出版。單行本目前已出版9卷。
山路新作畫。為外傳原創劇情。

### 某科学的未元物质
《某科学的未元物质》（とある科学の未元物質）于2019年8月27日《月刊Comic电击大王》的增刊“《某科学的单行道》×《某科学的超电磁炮》某杂志”(KADOKAWA刊）刊载第1话，之后于2020年2月宣告以1卷单行本完结，于2020年3月26日发售，ISBN 978-4-04-913105-5 。由如月南极作画。
| 册数 | KADOKAWA      | KADOKAWA               |
| 册数 | 发售日期      | ISBN                   |
| ---- | ------------- | ---------------------- |
| 1    | 2020年3月26日 | ISBN 978-4-04-913105-5 |

### 科學心理掌握
科學心理掌握（日语：とある科学の心理掌握），由乃木康仁作畫，於2021年7月27日開始於《電擊大王》七月號連載，并於《Comic Newtype》網站連載。是2021年7月27日正式发布第一话。以角色食蜂操祈為女主角的漫畫。
| 冊數 | ASCII Media Works | ASCII Media Works                                       | 台灣角川       | 台灣角川               |
| 冊數 | 發行日期          | ISBN                                                    | 發售日期       | ISBN                   |
| ---- | ----------------- | ------------------------------------------------------- | -------------- | ---------------------- |
| 1    | 2022年2月25日     | ISBN 978-4-04-112179-5 ISBN 978-4-04-112180-1（特裝版） | 2023年12月21日 | ISBN 978-626-378-267-9 |
| 2    | 2023年1月26日     | ISBN 978-4-04-112842-8                                  | 2024年6月6日   | ISBN 978-626-400-106-9 |
| 3    | 2024年1月10日     | ISBN 978-4-04-114737-5 ISBN 978-4-04-114738-2（特裝版） | 2025年1月9日   | ISBN 978-626-415-137-5 |
| 4    | 2025年2月26日     | ISBN 978-4-04-115949-1                                  |                |                        |

### 衍生作品

#### 日常茵蒂克丝
四格漫畫《日常茵蒂克丝》（日语：とある日常のいんでっくすさん），於SQUARE ENIX旗下的《月刊少年GANGAN》在2013年10月號到2016年6月號期間進行連載。由作畫。《GANGAN ONLINE》也於2013年9月26日至5月12日進行連載。單行本全5卷。
| 冊數 | SQUARE ENIX    | SQUARE ENIX            | 東立出版社    | 東立出版社             |
| 冊數 | 發售日期       | ISBN                   | 發售日期      | ISBN                   |
| ---- | -------------- | ---------------------- | ------------- | ---------------------- |
| 1    | 2014年2月22日  | ISBN 978-4-7575-4220-4 | 2018年6月11日 | ISBN 978-957-26-0506-6 |
| 2    | 2014年10月22日 | ISBN 978-4-7575-4441-3 | 2019年5月3日  | ISBN 978-957-26-0507-3 |
| 3    | 2015年4月22日  | ISBN 978-4-7575-4607-3 | 2019年8月11日 | ISBN 978-957-26-0507-3 |
| 4    | 2015年11月21日 | ISBN 978-4-7575-4793-3 |               |                        |
| 5    | 2016年5月21日  | ISBN 978-4-7575-5003-2 |               |                        |

#### 偶像一方通行大人
四格漫畫《偶像一方通行大人》（日语：とある偶像の一方通行さま）於《月刊Comic電擊大王》2015年10月27日至2018年11月27日期間進行連載。由作畫。單行本全4卷。

#### 魔法禁書目錄：恩底彌翁的奇蹟
劇場版的漫畫化作品。由朝倉亮介作畫。於《月刊少年GANGAN》在2013年3月號到11月號連載。單行本全2卷。與劇場版劇情一致。

## 遊戲

### 《魔法禁書目錄》
《魔法禁書目錄》，2011年1月27日發售的PSP平台3D對戰格鬥遊戲。初回限定版附御坂美琴的figma模型。製造商：ASCII Media Works，發售商：角川遊戲。

#### 登場人物
詳細人物資料請參見魔法禁書目錄角色列表
玩家角色
- 上条當麻 - 阿部敦
- 御坂美琴 - 佐藤利奈
- 史提爾・馬格努斯 - 谷山紀章
- 神裂火織 - 伊藤静
- 土御門元春 - 勝杏里
- 一方通行 - 岡本信彦
- 御坂妹（御坂10032號） - ささきのぞみ
- 白井黑子 - 新井里美
- 莎夏・克洛伊潔芙 - 寺崎裕香
- 歐莉安娜・湯森 - 柚木涼香
- 五和 - 茅野愛衣
- 麥野沈利 - 小清水亞美
- 後方之水 - 東地宏樹
- 風斬冰華/休斯・風斬 - 阿澄佳奈

合作専用角色
- 茵蒂克斯 - 井口裕香
- 最後之作 - 日高里菜

#### 故事
大部分為鎌池和馬所創造的新故事。
上条當麻篇
故事一開始的篇章。基本上截自原作1卷、3卷、4卷、9・10卷、16卷。
一方通行篇
以一方通行為主角。配角是土御門、最後之作。
麥野沈利篇
以麥野沈利為主角。配角是御坂妹。
天草式十字淒教篇
主角是神裂。配角是五和。
莎夏・克洛伊潔芙篇
主角是莎夏。配角是歐莉安娜。
完結篇
御坂美琴篇
需要同《科学超电磁砲》PSP游戏联动才能开启。

#### 主題曲
「ANSWER」 
作詞・歌 - 黒崎真音 / 作曲・編曲 - 井內舞子

### 《魔法禁書目錄 頂點決戰》
《魔法禁書目錄 頂點決戰》，2012年12月14日開始配信的移動平台社交卡牌對戰遊戲。
在2018年3月30日結束營運。

### 《魔法與科學的群奏活劇》
《魔法與科學的群奏活劇》，2013年2月21日發售的PSP遊戲。

### 《魔法與科學的謎題目錄》
《魔法與科學的謎題目錄》，2014年3月16日開始配信的移動平台動作解謎遊戲。本體免費，道具收費。於2016年6月30日停運。
發售商：HEROZ。

### 《魔法電腦戰機》
《魔法電腦戰機》，2016年發行的『魔法禁書目錄』和『電腦戰機』合作的輕小說『魔法電腦戰機』的遊戲化版。將於2018年發行PlayStation 4和PlayStation Vita版。2017年3月12日於Youtube公布官方視頻。
發售商：世嘉。

### 《魔法禁書目錄 官方手遊》
《魔法禁書目錄 官方手遊》為角川遊戲授權網易公司出品的對應中國市場的手機遊戲。於2017年8月31日發布iOS版，2017年9月7日發布安卓版。2021年11月17日宣布将于2022年1月7日停运。

### 《魔法禁書目錄 幻想收束》
《魔法禁書目錄 幻想收束》是由Square Enix开发，在2019年正式發布。
音乐由井内舞子制作，第一期主题曲《JUNCTION》由黑崎真音演唱，第二期主題曲《Worlds Collide》由fripSide演唱。

## 相關作品
原聲帶
原畫集
電擊文庫於2011年2月28日和2014年9月10日發行了兩本《灰村清孝畫集》。包括《灰村キヨタカ画集 rainbow spectrum:colors》和《灰村キヨタカ画集2 rainbow spectrum:notes》
廣播劇
「とある祭りの三つ巴」
「とあるラジオの超电磁炮S」

## 外部連結
- 魔法禁書目錄 （Square Enix 官方網站） （页面存档备份，存于）（日語）
- 魔法禁書目錄官方Blog（日語）
- 魔法禁書目錄官方作品介紹 （页面存档备份，存于）（日語）
- rainbow spectrum （页面存档备份，存于）（本作插畫家灰村清孝的個人網站，裡面有本作草稿。）（日語）
- （日語）
- （日語）
- （日語）
- とある魔術と科学の群奏活劇 | バンダイナムコゲームス公式サイト （页面存档备份，存于）（日語）
- 魔法禁書目錄 幻想収束官方網站 （页面存档备份，存于）（日語）
- 魔法禁書目錄 幻想収束繁體中文官方網站（页面存档备份，存于）（繁體中文）
- とあるプロジェクト公式的X（前Twitter）
- 《魔法禁書目錄》的Goodreads收录页（英文）
- 豆瓣读书上《魔法禁書目錄》的資料 （简体中文）
- 互联网电影数据库（IMDb）上《魔法禁書目錄》的资料（英文）
- 豆瓣电影上《魔法禁書目錄》的資料 （简体中文）
- YouTube上的とあるプロジェクト公式toaru.project頻道